# Harlyberg

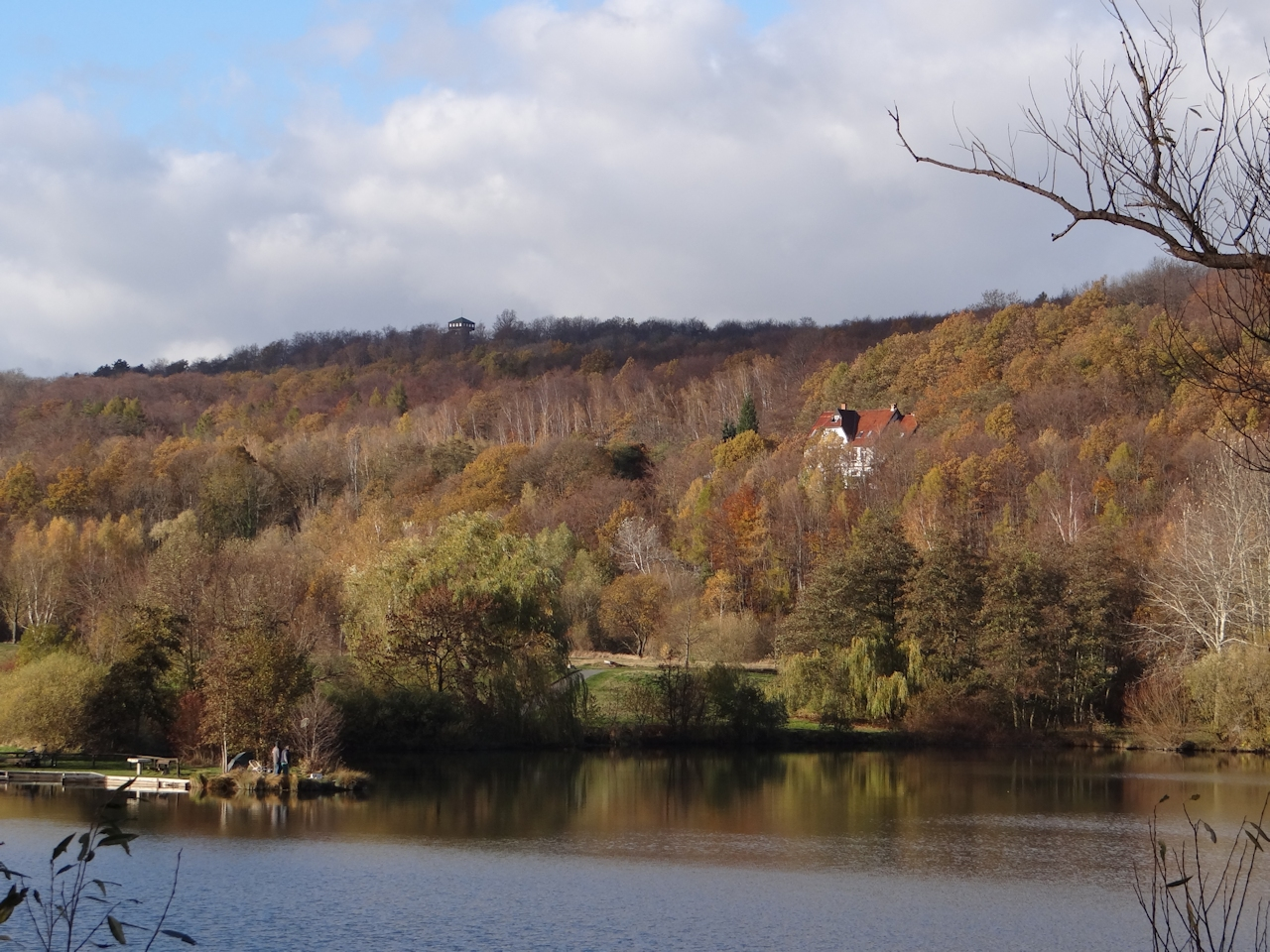
Herbstlicher Harlyberg mit dem Vienenburger See

Der Harlyberg oder Harly (auch Harli und Harliberg) ist ein 256 m ü. NHN hoher und rund 6,5 km² großer Höhenzug bei Goslar im südöstlichen Niedersachsen. Er liegt überwiegend im Landkreis Goslar, sein nordwestlicher Teil ragt in den Landkreis Wolfenbüttel. Seine Bewaldung ist als Harly-Wald bekannt.
Neben der höchsten gleichnamigen Erhebung des Harlybergs gibt es weitere namenlose Kuppen. Auf dem Gipfel steht der Aussichtsturm Harlyturm, in Tallage westlich des Gipfels liegt die Kräuter-August-Höhle. Außerdem befinden sich auf dem Höhenzug der Burgstall Harliburg sowie die Reste des früheren Kalisalz-Abbaus im Kalibergwerk Hercynia.

## Geographie, Geologie und Ökologie

### Lage
Der Harlyberg erhebt sich im nördlichen Harzvorland. Sein Gipfel liegt 10,4 km nordöstlich der Goslarer Kernstadt, 2,2 km nordwestlich von Vienenburg, 550 m nordnordwestlich der Ansiedlung Am Harlyberge, 900 m nordnordöstlich des Klosters Wöltingerode, 4,1 km ostnordöstlich von Immenrode, 3,8 km ostsüdöstlich von Weddingen, 2,5 km südöstlich von Beuchte und 1,8 km südsüdwestlich von Lengde. Jenseits der den Harlyberg im Südosten passierenden Oker, die etwa von Südwesten aus dem Harz kommt und nach Passieren des Vienenburger Sees nach Norden abknickt, liegt bei diesem Okerknick am Ostsüdostende des Höhenzugs das 3 km vom Gipfel entfernte Wiedelah. Bis auf Beuchte, einem Ortsteil von Schladen-Werla im Landkreis Wolfenbüttel, gehören alle genannten Orte zu Goslar im Landkreis Goslar. Der 5,8 km lange und etwa 1,5 km breite Höhenzug erstreckt sich wie der nahe Harz in westnordwestlich-ostsüdöstliche Richtung.
Die Oker nimmt am dem Harlyberg gegenüber liegenden Ufer den Hurlebach und die Radau bei Vienenburg sowie die Ecker bei Wiedelah auf; zwischen Oker und Hurlebach erstreckt sich in Höhenzugnähe das kiesreiche Steinfeld. Der Weddebach passiert den Höhenzug an der Westseite. Auf dem Nordhang des Harlybergs entspringt der Ohebach, der zwischen Beuchte und Lengde hindurchfließt und wenige Kilometer weiter in die Oker mündet.

### Geologie und Ökologie
Der Harlyberg ist durch Halokinese entstanden. Er gehört zu den Schmalsätteln, die Struktur wird als Vienenburger Sattel bezeichnet. Ökologisch ist der Harly-Wald ein naturnaher Hangwald auf trockenwarmen Kalk- und Silikatstandorten.

### Naturräumliche Zuordnung
Der Höhenzug bildet in der naturräumlichen Haupteinheitengruppe Nördliches Harzvorland (Nr. 51) in der Haupteinheit Harzrandmulde (510) und in der Untereinheit Harzburger Harzvorland (5101) den Naturraum Harliberg (510102).
Das Bundesamt für Naturschutz ordnet ihn dem Naturraum „51003 Harlyberg-Fallstein-Huyberg-Hakel-Blankenburger Erhebungen“ zu.

### Schutzgebiete
Auf dem Harlyberg liegen die Landschaftsschutzgebiete Harli (CDDA-Nr. 321387; 1966 ausgewiesen; 4,93 km²) im Landkreis Goslar und Harli (CDDA-Nr. 321388; 1986; 1,37 km²) im Landkreis Wolfenbüttel. Bis auf die Gipfellagen reicht das Fauna-Flora-Habitat-Gebiet Harly, Ecker- und Okertal nördlich Vienenburg (FFH-Nr. 3929-331; 6,8191 km²). An den süd- bis östlichen Hangfuß stößt das Naturschutzgebiet Okertal (CDDA-Nr. 82281; 1982; 2,46 km²).

## Geschichte

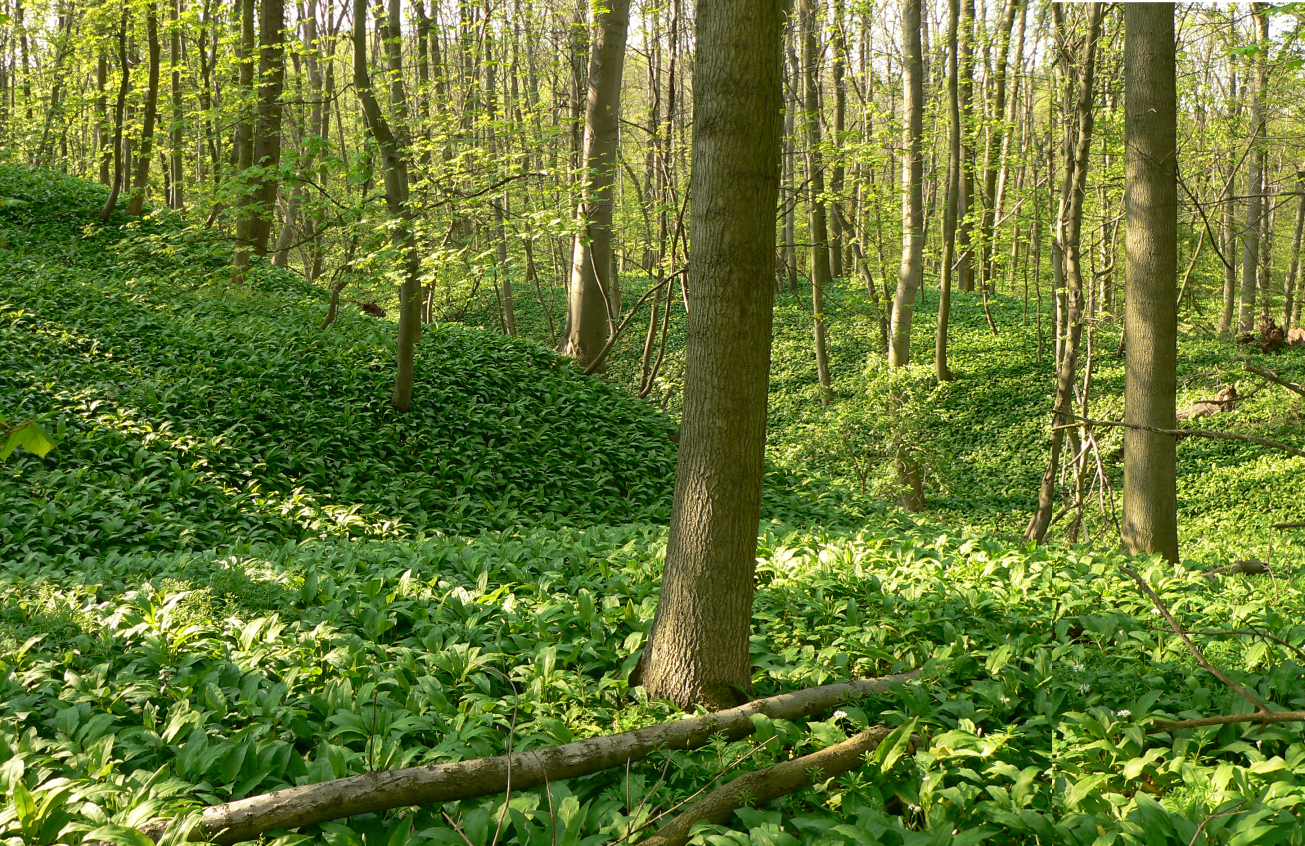
Unebenes und mit Bärlauch bewachsenes Gelände der Harliburg

Der Ostsüdostteil des Höhenzuges liegt oberhalb des Okertals. Er war von ihrer Erbauung 1203 bis zu ihrer Zerstörung 1291 Standort der von König Otto IV. errichteten Harliburg. Da nach dem Tod Ottos den Erben der Burg unterstellt wurde, deren günstige Lage für Überfälle und Straßenraub genutzt zu haben, wurde sie 1291 mehrere Monate belagert und anschließend komplett geschleift.

## Harlyturm

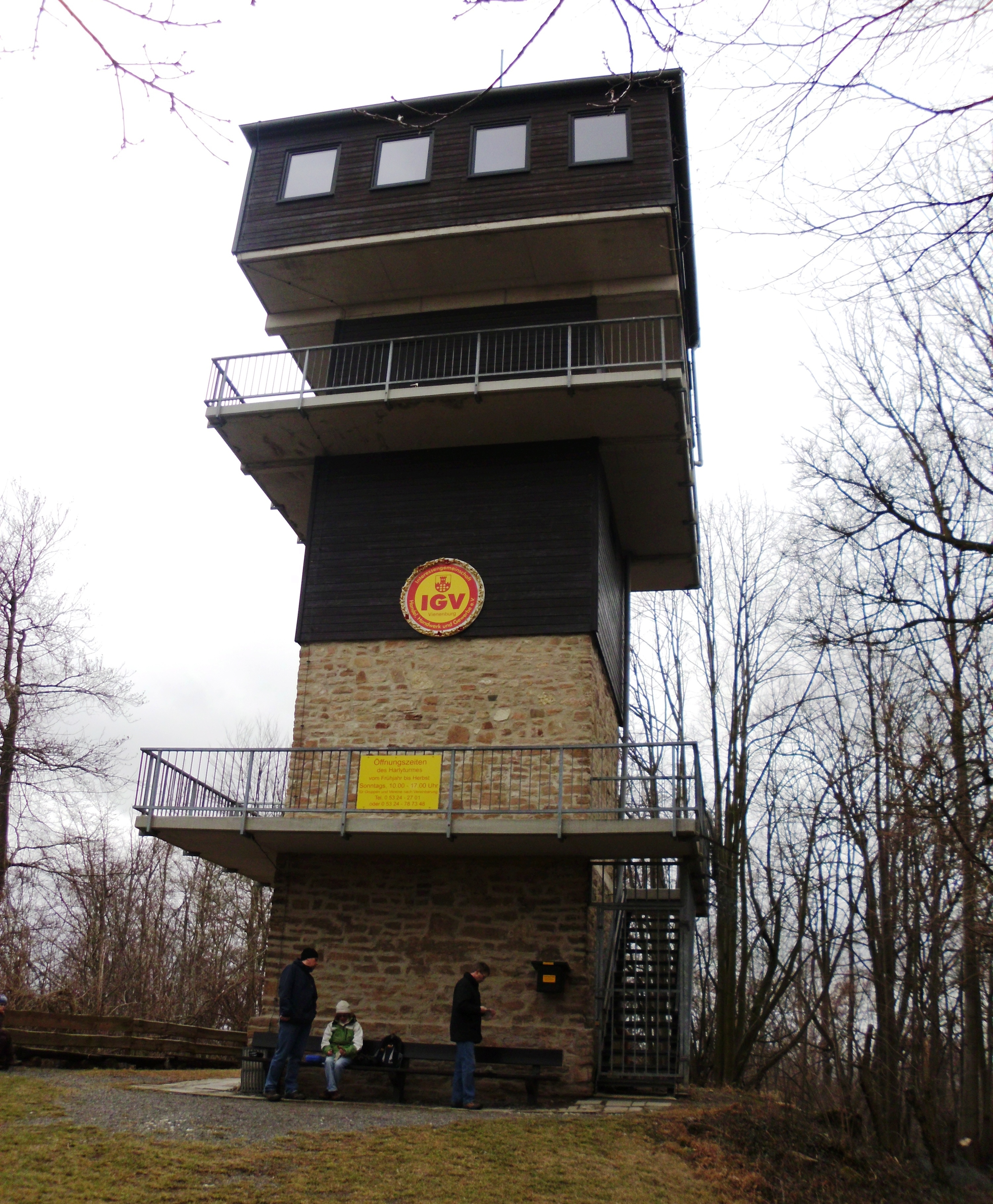
Harlyturm

Auf dem Gipfel des Harlybergs steht der Harlyturm, ein auch Napoleonturm genannter Aussichtsturm, der nach jahrzehntelangem Verfall und nach aufwendiger Restaurierung im Jahr 1986 wieder der touristischen Nutzung übergeben wurde. Er ist geöffnet, wenn die Fahne auf seinem Dach weht. Von seinen Aussichtsplattformen – es gibt eine verglaste und eine offene – kann man bis zum südlich aufragenden Harz, zum nördlich befindlichen Elm und zum sich östlich erhebenden Huy blicken.

## Sehenswürdigkeiten
Neben der Waldlandschaft zählen zu den Sehenswürdigkeiten des Harlybergs die ehemalige Harliburg und der auf dem Höhenzug stehende Harlyturm. Ein Überbleibsel ehemaliger Bergbautätigkeit ist das historische Kalibergwerk Hercynia mit den ehemaligen Schachtanlagen I, II und III. Auch das ehemalige Kloster Wöltingerode ist mit seiner Klosterbrennerei sehenswert.

## Verkehr und Wandern

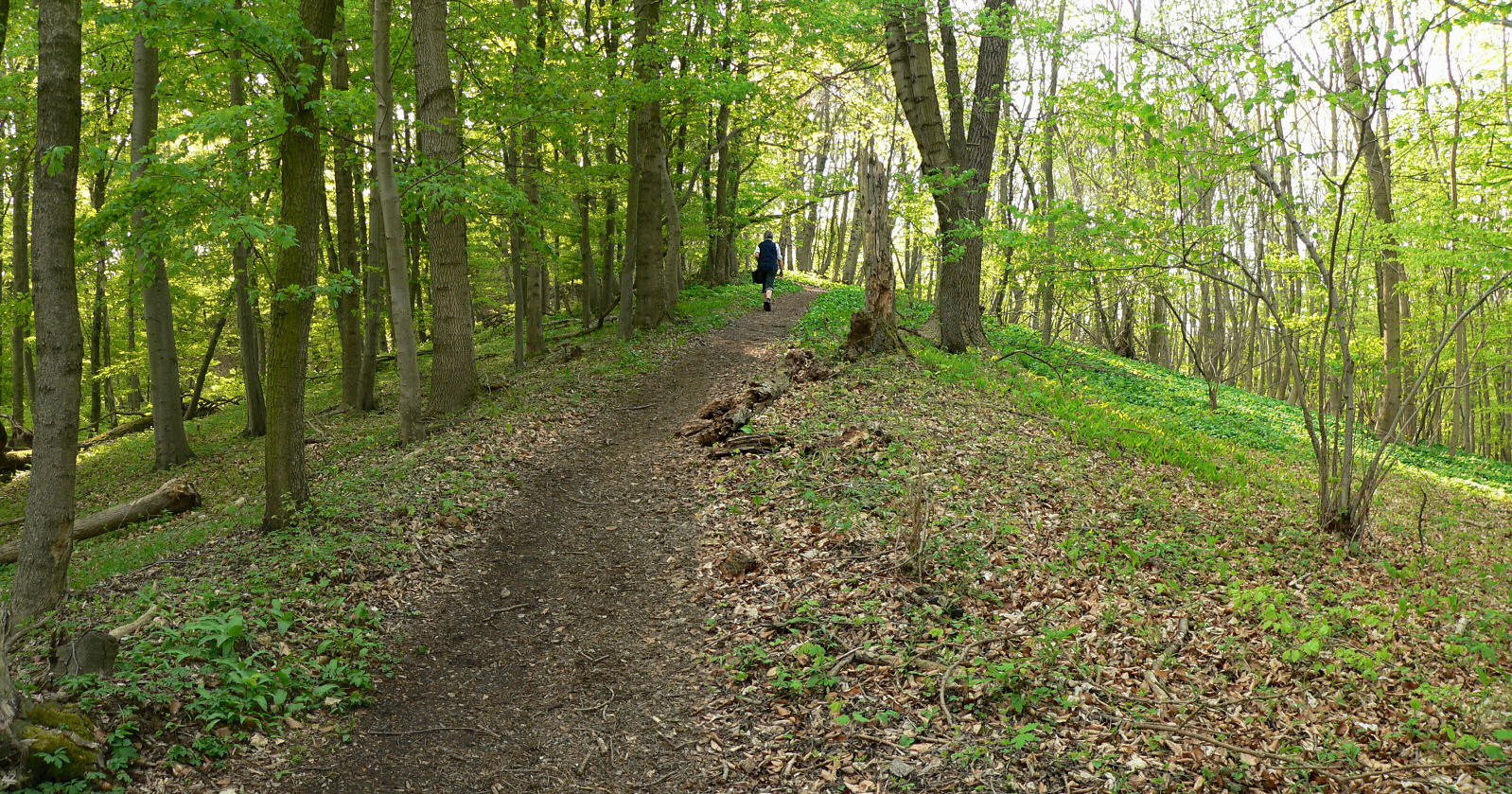
Kammweg im Harly-Wald

Die Bundesautobahn 36 schneidet mit der 200 m langen Okertalbrücke zwischen dem Harlyberg und Wiedelah das Ostsüdostende des Höhenzugs an, weil man sie zum Zeitpunkt der Errichtung nicht über die damalige Grenze zur DDR führen konnte. An deren Anschlussstelle Vienenburg endet die aus Richtung der Goslarer Kernstadt im Südosten heran und durch Vienenburg führende Bundesstraße 241. Westlich des Höhenzugs verläuft die Bundesstraße 82 von Goslar nach Schladen. Der Harlyberg ist über die von beiden Bundesstraßen abzweigenden Nebenstraßen zu erreichen – beispielsweise auf der Landesstraße 510, die beide Bundesstraßen zwischen Weddingen und Vienenburg miteinander verbindet.
Östlich bis südöstlich vorbei am Harlyberg führt die Bahnstrecke Braunschweig–Bad Harzburg. Der Höhenzug bot für diese erste Bahnstrecke entlang dem Okertal eine natürliche Barriere und führte dazu, dass Vienenburg als Knotenpunkt eingerichtet wurde.
An den vorgenannten Bundes- und Nebenstraßen und am Bahnhof Vienenburg beginnend kann die Erhebung auf Forst- und Wanderwegen – beispielsweise auf dem Kammweg – erwandert werden. Auf dem Südwesthang verläuft der Harly-Rundwanderweg 3.

## Sonstiges
Rund 450 m westlich des Harlyberggipfels liegt die als Naturdenkmal ausgewiesene Kräuter-August-Höhle und knapp zwei Kilometer ostsüdöstlich die Harliburg. Südöstlich bis südlich der Erhebung wurde von 1884 bis 1930 in den Schächten I bis III des Kalibergwerks Hercynia Kalisalz gefördert. Der Harlyberg mit dem Harly-Wald und angrenzendem Vienenburger See wird als touristisches Ziel und als Naherholungsgebiet beworben.